# 奴隷貿易

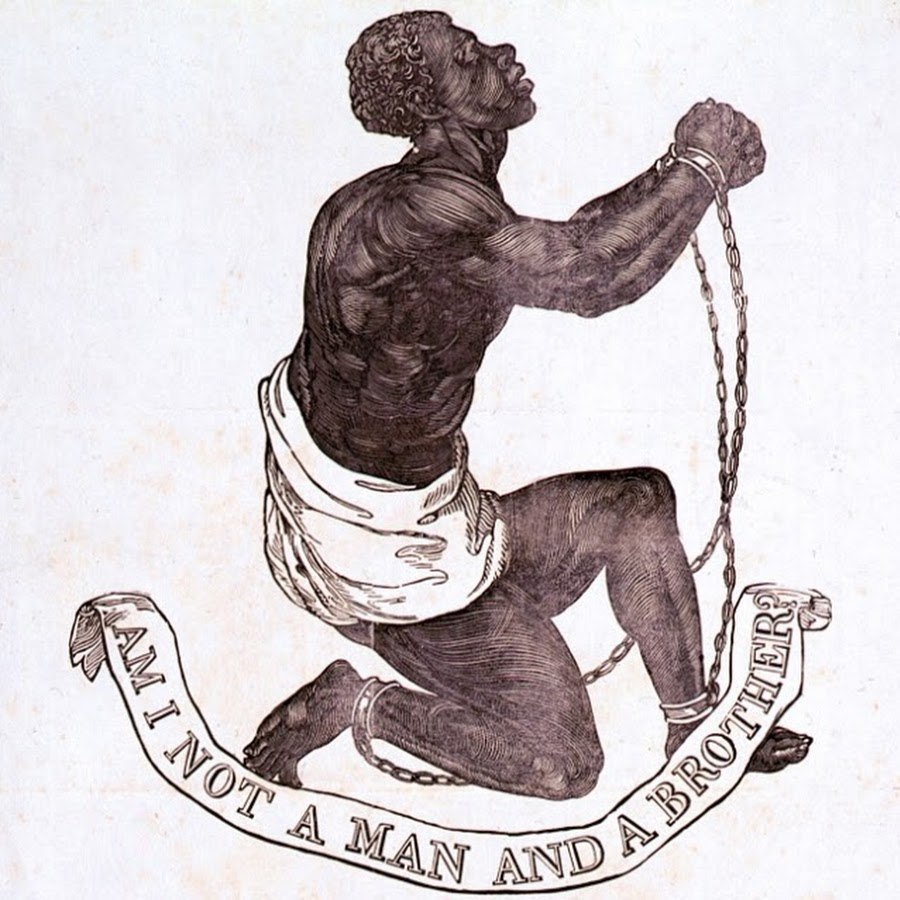

奴隷貿易（どれいぼうえき、英: slave trade）とは、奴隷を物品のように国家間で売買する貿易である。

## 古代から中世の奴隷貿易
古代ギリシアにおいては、戦争捕虜が奴隷貿易で取り引きをされた。紀元前5世紀から紀元前2世紀のマンティネイアの戦いまでは、ギリシア人以外の非自由民を売るのが通例であり、捕虜となった奴隷は交易港に運ばれて戦利品とともに売られた。スパルタのアゲシラオス2世がその場での競売を考え出し、以後は軍隊に代わって従軍する奴隷商人が担った。古代ギリシアの都市国家では、奴隷は「物言う道具」とされ、人格を認められず酷使された。特にスパルタにおいては市民の数を奴隷（ヘイロタイ）が上回っており、過酷な兵役は彼らを押さえ込むという役割も持っていた。古代ローマもこれに倣い、奴隷を生産活動に従事させた。ローマが積極的な対外征服に繰り出したのは奴隷を確保するためでもあった。ごくわずかであるが剣闘士となりコロッセウムで戦いを演じさせられた者もいる。両文明の衰退後は、市民自らが生産活動を行うようになり、国家規模での奴隷事業はなくなったが、奴隷そのものが消えたわけではなかった。
中世における世界の奴隷売買の中心地と言えたイスラム世界においては、その奴隷のほとんどがゲルマン人、スラヴ人、中央アジア人およびバルカン人で、黒人は少数であった。奴隷を意味する英語の"Slave"はスラヴ人に由来する。西欧を例にとれば、ヴェルダンではアラブ諸国向けの宦官の製造が町の最も活発な産業部門という時代もあった。中世のイタリア商人は黒海において奴隷貿易を行ない、フランク人、イベリア人、イタリア人、スラヴ人、トルコ人、ギリシア人、アルメニア人、タタール人の奴隷が、アレクサンドリア、ヴェネツィア、ジェノヴァなどへ運ばれた。ジェノヴァの商人は、カッファの後背地で奴隷狩を行なった。1317年に教皇ヨハネス22世は、ジェノヴァに対して、異教徒に奴隷を供給して力を強めることがないようにと警告をした。また、ヴァイキングによりスラヴ人（サカーリバ）が、アッバース朝以降のイスラム王朝ではトルコ人が多く奴隷とされ、トルコ人は生産奴隷ではなく奴隷兵士として徴用された者も多かった。マムルーク王国の名はマムルーク（奴隷兵士）を出自とする軍人と、その子孫に由来する。
「奴隷」の代名詞が黒人（いわゆるブラックアフリカ諸民）になったのは大西洋奴隷貿易（後述）以降の時代のことであって、それまでの「奴隷」の代名詞は主にゲルマン人とスラヴ人であった。

## 大西洋奴隷貿易

### 概要

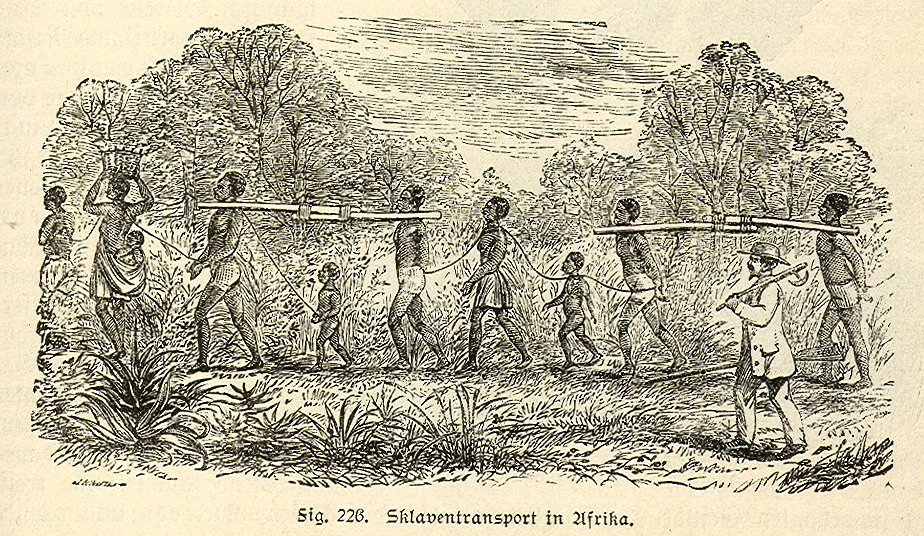
アフリカに於ける奴隷狩りの様子。

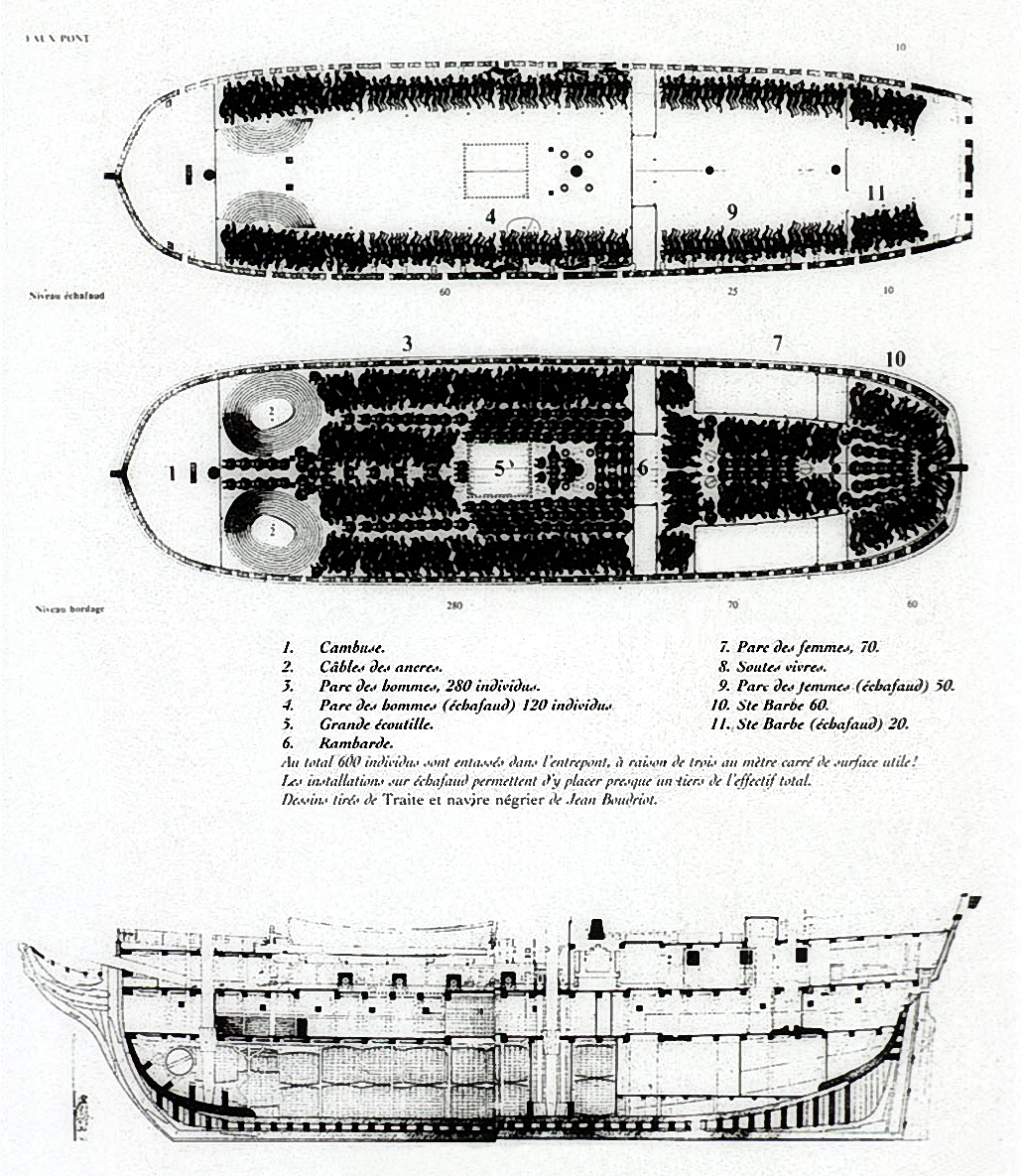
奴隷船の内部構造。

大航海時代に、15世紀から19世紀の前半まで、とりわけ16世紀から18世紀の時期に、主にヨーロッパ（スペイン、ポルトガル、オランダ、イギリス、フランス、デンマーク、 スウェーデン、アメリカ州を含むヨーロッパ系植民者）とアフリカ大陸とアメリカ大陸を結んで、その後約3世紀にわたってアフリカ原住民を対象として展開され、西インドのプランテーション経営に必要な労働力となった（→三角貿易）。供給源となったアフリカが西欧諸国を中心とした世界経済システムの外にあった期間は、経済圏外からの効果的な労働力供給手段として機能したが、地域の人的資源が急激に枯渇してしまい、それに伴う奴隷の卸売り価格の上昇、そして需要元である南北アメリカの農業の生産量増大による産物の価格低下、さらに現地生まれの奴隷も増えたことで、植民地における奴隷の価格は、原価高騰分を吸収できるほど高くならなかったことなどにより、奴隷貿易は次第に有益とは見なされなくなり縮小に向かった。その後は人道主義的あるいは産業的見地からの反対を受け、1807年にイギリスにて奴隷貿易は禁止された。
アフリカにとって奴隷貿易の開始は、現代までに続く外部勢力による大規模な搾取・略奪そのものと言われるが、現実には奴隷狩りを行い、ヨーロッパ人に売却したのは現地アフリカの勢力である。奴隷貿易によりアフリカは社会構造そのものが破壊されてしまった。これに貢献したコンゴ王国、ンドンゴ王国、モノモタパ王国などは衰退の運命を辿った。

### 歴史
ヨーロッパ人によるアフリカ人奴隷貿易は、1441年にポルトガル人アントン・ゴンサウヴェスが、西サハラ海岸で拉致したアフリカ人男女をポルトガルのエンリケ航海王子に献上したことに始まる。1441-48年までに927人の奴隷がポルトガル本国に拉致されたと記録されているが、これらの人々は全てベルベル人で、黒人ではない。また、拉致された人々も、王室で働く下僕ということで、扱いはさほど悪くなかったもようである。
ポルトガルの貿易権を確認するため、アフォンソ5世は教会の道徳的権威を求めてローマ教皇ニコラウス5世に支援を求めた。1452年、教皇はアフォンソ5世に宛てた勅書でサラセン人や異教徒を攻撃、征服、服従させる権利をポルトガルに対して認めている。
この教皇勅書についてリチャード・レイズウェルは、西アフリカの海岸沿いで最近発見された土地を指しており、地理的に限定されていたことは明らかであると述べている。ポルトガルの事業は、西アフリカの金と象牙を独占していたイスラム教徒のサハラ砂漠横断キャラバンに対抗するためのものであった。
ニコラウス5世の勅書は4年後の1456年に教皇カリストゥス3世の教皇勅書「インテル・カエテラ」によって上書きされ効果は引き継がれた。1456年3月13日、オスマン帝国の進攻に対抗する作戦への支持を集めるために、教皇カリストゥス3世は教皇勅書（1493年のインテル・カエテラと混同すべきでない）を発布。この教皇勅書は、ポルトガルが西アフリカ沿岸で発見した領土に対する権利を認め、サラセン人等の異教徒の領土をキリスト教国王領とし永久に臣下にすることを認めた先行する2つの教皇勅書を承認、更新するものであった。教皇カリストゥス3世はヨーロッパ各国に大使を派遣し、諸侯にトルコの侵略の危機を食い止めるために再び参加するよう懇願したが、ヨーロッパの諸侯は、それぞれの国家間の対立もあり、教皇の呼びかけになかなか応じなかった。1456年6月29日、カリストゥスは、ベオグラードを守る人々の幸福を祈るために、正午に教会の鐘を鳴らすよう命じた。ハンガリー軍総司令官フニャディ・ヤーノシュ率いる軍はオスマン帝国軍と遭遇し、1456年7月22日にベオグラードでこれを撃破した。
特定の国民国家に排他的な勢力圏を委託するという概念は、1493年、ローマ教皇アレクサンデル6世の教皇勅書インテル・カエテラによって承認、更新され、西アフリカ沿岸からアメリカ大陸に拡大された。
教皇アレクサンデル6世の教皇勅書には、ポルトガルとスペインの双方とも全く注意を払わなかった。その代わりに1494年のトルデシリャス条約を交渉し、線をさらに西に移動し、ポルトガルのカーボベルデ諸島の西370リーグの子午線とし、線の東に新たに発見された全ての土地を明確にポルトガルに与えることになった。
1512年、ポルトガルがモルッカ諸島を「発見」したことを受けて、スペインは1518年に教皇アレクサンデル6世が世界を2つに分けたという説を唱えたが、この頃までには他のヨーロッパ諸国は、教皇が新世界のような広い地域の主権を統括する権利があるという考え方を完全に拒否していた。スペイン国内でもフランシスコ・デ・ビトリアのような有力者がインテル・カエテラの有効性を否定していた。スペインはローマ教皇庁の教皇勅書に基づく領有権を放棄しなかったが、スペイン王家は大西洋の境界線をめぐってローマ教皇の制裁を求めることもしなかった。むしろスペインはポルトガルと直接交渉をすることを選んだ。
1512年、カリブ海（後にジャマイカ、プエルトリコ）の先住民の虐待を禁止したブルゴス法が定められたが、1537年の教皇勅書スブリミス・デウスによって以前の教皇勅書を更新・拡大したインテル・カエテラ（1493年）は最終的に無効にされた。
大航海時代のアフリカの黒人諸王国は相互に部族闘争を繰り返しており、奴隷狩りで得た他部族の黒人を売却する形でポルトガルとの通商に対応した。ポルトガル人はこの購入奴隷を西インド諸島に運び、カリブ海全域で展開しつつあった砂糖生産のためのプランテーションに必要な労働力として売却した。奴隷を集めてヨーロッパの業者に売ったのは、現地の権力者である黒人やアラブ人商人である。
初期の奴隷貿易は、ヨーロッパ人商人、冒険家、航海者などが、自己の利益のために自己負担で行った私的なもので、小規模なものであった。その後、中南米地域の植民地化に伴うインディオ人口の激減、植民地のヨーロッパ系人口がなかなか増えないこと、熱帯地域において伝染病によるヨーロッパ系移民の死者が多発していたことなどで、労働者が不足するようになっていた。また、ヨーロッパ産の家畜は植民地で数が増えにくく、農耕の補助に家畜が使えなかった。こうした理由により、当時の理論では熱帯性の気候に慣れて伝染病にも強いと考えられたアフリカ人が労働力として注目されるようになり、奴隷取引は次第に拡大していく事になった。しかし、奴隷狩りから奴隷貿易へのシフトは、中南米植民地の開発よりもずっと早い1450年代に起こっている。1450年代に入ると、カシェウ（ポルトガル領ギニア、現ギニアビサウ）、ゴレ島（セネガル）、クンタ・キンテ島（ガンビア）、ウィダー（現在のベニンのギニア湾に面する奴隷海岸）、サントメ（コンゴ）などの地元勢力が、戦争捕虜や現地の制度下にある奴隷をポルトガル商人に売却するようになった。
1480年代にはエルミナ城（黄金海岸）が建設される。特に1480年代には、ポルトガルとスペインで独占的な奴隷貿易会社ギニア会社が設立されるにいたった（勅許会社）。この時代、カリブ海地域のスペイン領向けとして、ポルトガルの独占下で奴隷を売ってもらえないイギリスの冒険商人による奴隷狩りが散発的に行われ、中でもジョン・ホーキンスとフランシス・ドレークの航海は有名である。しかし、誤解も多いが、映画に見られるような白人による奴隷狩りはごく稀なケースである。その後、奴隷貿易の主導権がオランダ、フランス、イギリスなどに移り変わっても、特許会社が現地に要塞/商館/収容所兼用の拠点を置き、現地勢力が集めた奴隷を買い取って収容し、それをさらに船に売り渡すという形式のみとなる。そして時代が下るにつれて、ウィダー王国、ダホメ王国、セネガンビアなど西アフリカ地域のアフリカ人王国は、奴隷貿易で潤うようになる。売られた人々は元々、奴隷、戦争捕虜、属国からの貢物となった人々、債務奴隷、犯罪者などだったが、コンゴなどでは、ヨーロッパ人に売却する奴隷狩りを目的とする遠征も頻繁に行われた。16世紀には、ナイジェリア（ラゴス）などでも奴隷をポルトガル商人に売却するようになった。

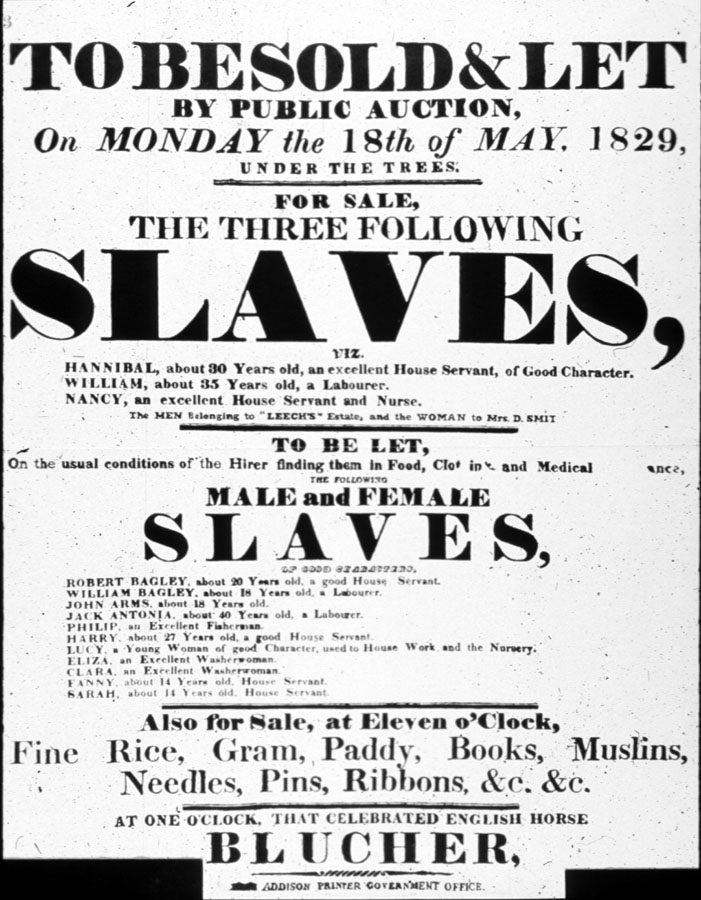
奴隷販売の広告（1829年）。

18世紀になると、イギリスのリヴァプールやフランスのボルドーから積み出された銃器その他をアフリカにもたらし、原住民と交換。さらにこうして得た黒人を西インド諸島に売却し、砂糖などをヨーロッパに持ち帰る三角貿易が発展した。また、アフリカでは綿布の需要が多いことにイギリスの資本家が目をつけ、マンチェスターで綿工業を起こした。イギリス産業革命の基盤である綿工業は、奴隷貿易が呼び水となって開始されたことが注目に価する。バークレー銀行の設立資金やジェームズ・ワットの蒸気機関の発明に融資された資金は奴隷貿易によって蓄積された資本であると伝えられている。

### 規模
約3世紀に及ぶ奴隷貿易で大西洋を渡ったアフリカ原住民は1500万人以上と一般には言われているが、学界では900万人-1100万人という、1969年のフィリップ・カーティンの説を基にした数字が有力である。多数の奴隷船の一次記録の調査で、輸送中の死亡率がそれまで考えられていたほど高くなかった、輸出先での人口増加率が意外に高いと推定される、というのが説の根拠である。ただし、カーティンの説（彼自身は900万人強を提唱していた）には、一次記録が存在しない16世紀 - 17世紀初頭に関しての推定数が少なすぎるという批判もあるが、そうした批判を踏まえても1200万人を大きく超えることはないと考えられている。
なお、奴隷狩りに伴う戦闘や移動させられる途中の落伍などで生じたであろう、奴隷がヨーロッパの特許会社の収容所に集められるまでの犠牲者の数については、考察しようという試みはあるものの、正確な記録が無いため全くわからないが、様々な推定から、「輸出」された人数の少なくとも半分（0.5倍）という見積もりから、最大で5倍程度に達するとの見方もある。

### 奴隷貿易から植民地化へ
奴隷貿易に対しては、その開始と同時に宗教的および人道主義の立場から批判が起こっていた（「奴隷制度廃止運動」を参照）。特に18世紀後半以降、奴隷に頼る必要のない本国における宗教的/人道主義的意見と、アフリカの人的資源の枯渇による奴隷価格の高騰と、生産過剰による奴隷と交換するべき砂糖やタバコなどの産物の価格低下という植民地側の事情がかみ合った。19世紀初頭には、まず（奴隷制度では無く）奴隷貿易禁止の機運が高まり、1803年、デンマークで世界初の奴隷貿易禁止法が発効した(法制化は1792年)。工業化により奴隷獲得の経済的利点が薄れた最大の奴隷貿易国であったイギリスは1807年、アフリカ人奴隷貿易禁止を打ち出し (en:Slave Trade Act 1807)、ナポレオンとの戦いで海軍力が慢性的に不足している中でも、アフリカ沿岸に多数の艦艇を配置して奴隷貿易を取り締まり、ラゴスなどポルトガル人の奴隷貿易港湾を制圧した。奴隷貿易廃止によってボーア人の深刻な労働力不足が引き起こされた不満から、1835年にグレート・トレックが起こっている。奴隷貿易廃止と植民地化に伴う現地の労働力の確保とが結びつけて考えられる事がある、武力侵略に因って植民地とした地域の原住民を工業化による経済的優越を背景に安価な労働力として利用出来るのであれば、奴隷に頼る優位性は特に無いためである。しかし、イギリスによって奴隷貿易の中心である西アフリカ、東アフリカの沿岸地帯の植民地化（アフリカ分割）が始まったのは、廃止から５０年以上たった19世紀半ば以降のことであり、直接の関係は無い。
その後、カリブ海地域で成立した近代奴隷制は、19世紀前半期に次々に廃止されていった。イギリス領諸島では1833年、スウェーデン海外植民地では1846年、フランス領では1848年、オランダ領では1863年に、奴隷制が廃止された。
こうした動きの中、アメリカ合衆国では1808年に奴隷の輸入が禁止されたが、綿花プランテーションで奴隷を使役したいアメリカ合衆国南部の農園主による密輸がその後も続いた。最後の奴隷船は、アフリカのベナンからモービルに110人を運び、証拠隠滅のため燃やされたクロチルダ号であった。その直後に勃発した南北戦争で、奴隷制維持を掲げる南部諸州が結成したアメリカ連合国（南軍）が敗北。1865年に奴隷制が全廃された。

### 奴隷貿易への批判・謝罪
1200万人ともいわれる成人男女（後期には若年層も含む）を連れ去った奴隷貿易の影響は、現在にも及んでいるとする説がある。ネイサン・ナンの研究によれば、奴隷貿易が最も激しかった地域は、現在のアフリカでは最貧困地域になっている。また、ネイサン・ナンとレナード・ワンチェコンの研究によると、奴隷貿易の被害にあった地域では、そうでない地域に比べると家族・隣人・民族・政府に対する信頼感が低いという。
21世紀においても、奴隷貿易への批判は後をたたない。2004年3月、奴隷貿易に関与していた英国ロイズ保険組合、米国たばこメーカー大手R.J.レイノルズ・タバコ・カンパニーなどに対して奴隷の子孫のアメリカ人が訴訟を起こした。
2020年6月、アメリカ合衆国で発生した反人種差別デモは世界各地へ波及。英国ブリストル市内では、熱心な慈善活動家である一方で奴隷商人でもあったエドワード・コルストンの銅像がデモ参加者の襲撃を受け、地面に引き倒された後にエイボン川へ投棄される出来事があった。

## 中国人奴隷、朝鮮人奴隷の貿易
前期倭寇は朝鮮半島、山東半島、遼東半島での人狩りで捕らえた人々を手元において奴婢として使役するか、壱岐、対馬、北部九州で奴隷として売却し、琉球王国にまで転売された事例もあった。
後期倭寇はさらに大規模な略奪と奴隷狩りを行い、中国大陸東南部の直隷、淅江、福建、広東などを襲撃して住人を拉致、捕らえられたものは対馬、松浦半島、博多、薩摩、大隅などの九州地方で奴隷として売却された。
1571年のスペイン人の調査報告によると、日本人の海賊、密貿易商人が支配する植民地はマニラ、カガヤン・バレー地方、コルディリェラ、リンガエン湾岸、バターン半島、カタンドゥアネスにあった。マニラの戦い (1574)、カガヤンの戦い (1582)で影響力は低下したが、倭寇の貿易ネットワークはスペイン領フィリピン北部に及ぶ大規模なものだった。
乱妨取りや文禄・慶長の役（朝鮮出兵）により奴隷貿易はさらに拡大、東南アジアに拠点を拡張して密貿易も行う後期倭寇によりアジア各地で売却された奴隷の一部は、ポルトガル商人によってマカオ等で転売されインドに送られた者もいた。キリスト教イエズス会は倭寇を恐れており、1555年に書かれた手紙の中で、ルイス・フロイスは、倭寇の一団から身を守るために、宣教師たちが武器に頼らざるを得なかったことを語っている。
鄭舜功の編纂した百科事典『日本一鑑』は南九州の高洲では200-300人の中国人奴隷が家畜のように扱われていたと述べている。奴隷となっていた中国人は福州、興化、泉州、漳州の出身だったという。
歴史家の米谷均は蘇八の事例を挙げている。蘇は浙江の漁師で、1580年に倭寇に捕らえられた。蘇は薩摩の京泊に連れて行かれ、そこで仏教僧に銀四両で買い取られた。2年後に彼は対馬の中国人商人に売られた。6年間、対馬で働き、自由を手に入れた蘇は、平戸に移り住んだ。平戸では、魚や布を売って生活していた。そして1590年、中国船でルソン島に渡り、翌年に中国に帰国することができたという。
文禄・慶長の役では、臼杵城主の太田一吉に仕え従軍した医僧の慶念が『朝鮮日々記』に
と記録を残している。
歴史学者の渡邊大門によると、最初、乱取りを禁止していた豊臣秀吉も方向転換し、捕らえた朝鮮人を進上するように命令を発している。
『多聞院日記』によると、乱妨取りで拉致された朝鮮人の女性・子供は略奪品と一緒に、対馬、壱岐を経て、朝鮮出兵の基地であった名護屋城下に送られた。
薩摩の武将・大島忠泰の角右衛門という部下は朝鮮人奴隷を国許に「お土産」として送ったと書状に書いている。

## 日本人奴隷の貿易
16世紀から17世紀にかけての日本は、大航海時代を迎えて列強となったポルトガル、スペイン、オランダ、イギリスなどのヨーロッパ諸国から、東南アジアにおける重要な交易相手としてだけでなく植民地維持のための戦略拠点としても重視された。この時代は日本は室町から安土桃山時代の乱世（戦国時代）にあたり、漂着した外国船の保護を契機として、海に面した各地の諸大名が渡来する外国船から火薬などを調達し、大量の銀が海外に流出していた（南蛮貿易）。日本へは絹織物、金、生糸、中国の磁器、麝香、ルバーブ、アラビアの馬、ベンガルの虎、孔雀、インドの高級な緋色の布、更紗、フランドルの時計、ヴェネチアガラスなどのヨーロッパ製品、ポルトガルワイン、レイピアなどが入り、日本からの輸出品には硫黄、銀、海産物、刀、漆器、そして少数ではあるが日本人奴隷が含まれていた。ポルトガル船の主要品目に硝石は含まれないが、古い家屋の床下にある土から硝酸カリウムを抽出する古土法、主にカイコの糞を使う培養法による硝石製造が五箇山等の各地で行われ国産化が進んだ。
1514年にポルトガル人がマラッカから中国と貿易を行って以来、ポルトガル人が初めて日本に上陸した翌年には、マラッカ、中国、日本の間で貿易が始まった。中国は倭寇の襲撃により、日本に対して禁輸措置をとっていたため、日本では絹等の中国製品が不足していた。
当初、日本との貿易は全てのポルトガル人に開かれていたが、1550年にポルトガル国王が日本との貿易の権利を独占した。以降、年に一度、一隻に日本との貿易事業の権利が与えられ、日本への航海のカピタン・マジョールの称号、事業を行うための資金が不足した場合の職権売却の権利が与えられた。船はゴアを出航し、マラッカ、中国に寄港した後、日本に向けて出発した。南蛮貿易で最も価値のある商品は、中国の絹と日本の銀であり、その銀は中国でさらに絹と交換された。
古来から日本の戦場では戦利品の一部として男女を拉致していく「人取り」（乱妨取り）がしばしば行われていた。この時代に入ると、侵攻地域に居住する非戦闘員に対する拉致や、非戦闘員の拉致自体を目的とした侵攻も恒常的に行われるようになっていたと考えられている。この時代に大内氏や尼子氏と代る代る戦争をした毛利氏は、領内深くに尼子氏が侵入してきた際、居城に非戦闘員である農民や商人らを収容して尼子氏による乱妨取りに備えた。同種の記録はこの時代の各地で見られる。乱妨取りされた人々の中にはヨーロッパ商人や中国人商人によって買い取られ、東南アジアなどの海外に連れ出されたものも少なからずいたと考えられている。
南九州の薩摩・大隅地方ではこの時代の少し前から、人々が盛んに海外に進出し私貿易を行うようになっていた。この地域では、国外で捕虜とした人々を日本に連れ帰って、来航した外国商人に奴隷として販売する事例も見られる。遣明船にも携わった西国の大名である山口の大内氏や、貿易都市である堺を掌握し、細川氏を継承する四国の三好氏らも、捕虜とした人々を外国商人に売却していたと考えられている。九州の南端に位置する薩摩地方の港や、「西の京」と呼ばれた山口や、遣明船貿易で繁栄した堺の町では、これまでの明人に加えて、ポルトガル商人の活動も早くから確認できる。
1537年、スブリミス・デウスにおいて教皇パウロ3世は異教徒を奴隷とすることを無効だと宣言していたが、1560年代以降、イエズス会の宣教師たちは、ポルトガル商人による奴隷貿易が日本におけるキリスト教宣教の妨げになり、宣教師への誤解を招くものと考えるようになっていた。ポルトガル国王に日本での奴隷貿易禁止の法令の発布を度々求めており、1571年には当時の王セバスティアン1世から日本人貧民の海外売買禁止の勅令を発布させることに成功した。1571年の人身売買禁止までの南蛮貿易の実態だが、1570年までに薩摩に来航したポルトガル船は合計18隻、倭寇のジャンク船を含めればそれ以上の数となる。実際に取引された奴隷数については議論の余地があるが、反ポルトガルのプロパガンダの一環として奴隷数を誇張する傾向があるとされている。記録に残る中国人や日本人奴隷は少数で貴重であったことや、年間数隻程度しか来航しないポルトガル船の積荷（硫黄、銀、海産物、刀、漆器等）の積載量、奴隷と積荷を離す隔離区間、移送中の奴隷に食料・水を与える等の輸送上の配慮から、ポルトガル人の奴隷貿易で売られた日本人の奴隷は数百人程度と考えられている。16世紀のポルトガルの支配領域において中国人奴隷（人種的な区別の文脈であるため日本人奴隷も含む）の数は「わずかなもの」であり、東インド人、改宗イスラム教徒、アフリカ人奴隷の方が圧倒的に多かった。
戦国時代に来航したポルトガル商人は主従関係などにより一時的にでも自由でない労働者を奴隷と考えており、下人、所従、年季奉公人を「奴隷」として訳していたとされる。「譜代の者」「譜代相伝」と呼ばれていた下人や所従は、農業や家庭労働に使役され、日本国内において習慣法上売買の対象となっていた。
ポルトガル人は日本で一般的な労働形態だった年季奉公人も不自由な労使関係から奴隷とみなすなど、多くの日本人の労働形態はポルトガル人の基準では奴隷であり、誤訳以上の複雑な研究課題とされてきた。ポルトガルでは不自由な労使関係、主従関係を奴隷と理解することがあり、使用される傭兵や独立した商人冒険家も奴隷の名称で分類されることがあった。
コスメ・デ・トーレスは日本人の主人は使用人に対して生殺与奪の権力を行使することができるとして、ローマ法において主人が奴隷に対して持つ権利 vitae necisque potestas を例証として使い、日本における使用人を奴隷と同一視した。中世の日本社会では、百姓は納税が間に合わない場合に備えて、自分や他人を保証人として差し出すことができたという。税金を払わない場合、これらの保証は売却される可能性があり、農民と奴隷の区別をいっそう困難にした。
1587年（天正15年）6月18日、豊臣秀吉は九州平定の途上で、当時のイエズス会の布教責任者であった宣教師ガスパール・コエリョとの夕食後、重臣達の御前会議で施薬院全宗が寺社破壊や奴隷貿易等を行っていると讒言をし高山右近に棄教を迫ったが殉教を選ぶと拒否されたため、コエリョを詰問した。翌6月19日、キリスト教の布教を禁じる『吉利支丹伴天連追放令』（バテレン追放令）を発布した。バテレン追放令で奴隷貿易を禁じたとされるが、実際に発布された6月19日付けのバテレン追放令には人身売買を批判する文が（6月18日付けの覚書から）削除されており、追放令発布の理由についても諸説ある。バテレン追放令後の1591年、教皇グレゴリー14世はカトリック信者に対してフィリピンに在住する全奴隷を解放後、賠償金を払うよう命じ違反者は破門すると宣言、在フィリピンの奴隷に影響を与えた。
デ・サンデ『天正遣欧使節記』では、同国民を売ろうとする日本の文化・宗教の道徳的退廃に対して批判が行われている。
デ・サンデ天正遣欧使節記はポルトガル国王による奴隷売買禁止の勅令後も、人目を忍んで奴隷の強引な売り込みが日本人の奴隷商人から行われたとしている。
デ・サンデ『天正遣欧使節記』は、日本に帰国前の千々石ミゲルと日本にいた従兄弟の対話録として著述されており、物理的に接触が不可能な両者の対話を歴史的な史実と見ることはできず、フィクションとして捉えられてきた。『天正遣欧使節記』は虚構だとしても、豊臣政権とポルトガルの二国間の認識の落差がうかがえる。
伴天連追放令後の1589年（天正17年）には日本初の遊郭ともされる京都の柳原遊郭が豊臣秀吉によって開かれたが、遊郭は女衒などによる人身売買の温床となり、江戸幕府が豊臣秀吉の遊郭を拡大して唐人屋敷への遊女の出入り許可を与えた丸山遊廓を島原の乱後の1639年（寛永16年）頃に作ったことで、それが「唐行きさん」の語源ともなっている。秀吉が遊郭を作ったことで、貧農の家庭の親権者などから女性を買い遊廓などに売る身売りの仲介をする女衒が、年季奉公の前借金前渡しの証文を作り、性的サービスの提供は本人の意志に関係なく強要が横行した(性的奴隷)。すでに江戸時代から長崎の外国人貿易業者により日本人女性は妻妾や売春婦として東南アジアなどに行ったとされる。元禄時代(1688-1704)の頃に唐人屋敷では中国人が日本人の家事手伝いを雇うことは一般的だったが、日本人女性は中国人が帰るときについていき大半のものが騙されて売春宿に売られたという。日本人女性の人身売買はポルトガル商人や倭寇に限らず、19世紀から20世紀初頭にかけても「黄色い奴隷売買」「唐行きさん」として知られるほど活発であり、宣教師が指摘した日本人が同国人を性的奴隷として売る商行為は近代まで続いた。
1596年（慶長元年）、長崎に着任したイエズス会司教ペドロ・マルティンス (Don Pedro Martins) はキリシタンの代表を集めて、奴隷貿易に関係するキリシタンがいれば例外なく破門すると通達している。
やがて秀吉に代わって天下人となった徳川家康によって、南蛮貿易は朱印状による制限がかかった（朱印船貿易）。さらに鎖国に踏み切ったことで、外国人商人の活動を江戸幕府の監視下で厳密に制限することになった。日本人の海外渡航と外国人の入国も禁止され、日本人が奴隷として輸出されることはほぼ消滅したとされる。
しかし、明治維新後、海外に移住しようとした日本人が年季奉公人として奴隷同然に売り払われることはあった。後に内閣総理大臣になった高橋是清も、少年時代にアメリカ合衆国のホームステイ先で騙されて年季奉公の契約書にサインしてしまい、売り飛ばされた経歴を持っている。
明治5年（1872年）には、横浜港に入ったペルー船籍船に乗せられていた清人苦力たちを、奴隷であるとして日本政府が解放して国際紛争となったマリア・ルス号事件が発生している。

明治の日本では、女性を騙して海外へ連れ出し売春させるという手口が多発していた。
外務省訓令第一号
警視庁　北海道庁　府県
近来不良の徒各地を徘徊し甘言を以て海外の事情に疎き婦女を誘惑し、遂に種々の方法に因りて海外に渡航せしめ、渡航の後は正業に就かしむることを為さず却て之を強迫して醜業を営まして、若くは多少の金銭を貪りて他人に交付するものあり。之が為めに海外に於て言ふに忍びざるの困難に陥る婦女追追増加し在外公館に於て救護を勉むと雖も或は遠隔の地に在りて其所在を知るに由なく困難に陥れる婦女も亦種々の障碍の為めに其事情を出訴すること能はざるもの多し。依て此等誘惑渡航の途を杜絶し且つ婦女をして妄りに渡航を企図せしめざる様取計ふべし
明治二十六年二月三日
外務大臣 陸奥宗光

内務大臣 華族井上馨
19世紀から20世紀初頭にかけて、日本の売春婦が中国、日本、韓国、シンガポール、インドなどのアジア各地で人身売買されるネットワークがあり、当時「黄色い奴隷売買」として知られていた。「からゆきさん」とは、19世紀末から20世紀初頭にかけて、貧困にあえぐ農村から、東アジア、東南アジア、シベリア（ロシア極東）、満州、インドなどに人身売買され、中国人、ヨーロッパ人、東南アジア原住民などさまざまな人種の男性に売春婦として性的サービスを提供した日本人の少女・女性のことである。中国での日本人売春婦の経験は、日本人女性の山崎朋子の著書に書かれている。
朝鮮や中国の港では日本国民にパスポートを要求していなかったことや、「からゆきさん」で稼いだお金が送金されることで日本経済に貢献していることを日本政府が認識していたことから、日本の少女たちは容易に海外で売買されていた。1919年には中国人が日本製品をボイコットしたことで、からゆきさんの収入になおさら頼るようになった。明治日本の帝国主義の拡大に日本人娼婦が果たした役割については、学術的にも検討されている。
バイカル湖の東側に位置するロシア極東では、1860年代以降、日本人の遊女や商人がこの地域の日本人コミュニティの大半を占めていた。黒海会（玄洋社）や黒龍会のような日本の国粋主義者たちは、ロシア極東や満州の日本人売春婦たちを「アマゾン軍」と美化して賞賛し、会員として登録した。またウラジオストクやイルクーツク周辺では、日本人娼婦による一定の任務や情報収集が行われていた。
ボルネオ島民、マレーシア人、中国人、日本人、フランス人、アメリカ人、イギリス人など、あらゆる人種の男たちがサンダカンの日本人娼婦たちを訪れた。
1872年頃から1940年頃まで、オランダ領東インド諸島の売春宿で多数の日本人売春婦（からゆきさん）が働いていた。